# Renaud Ripart
Renaud Ripart (Nimes, Francia, 14 de marzo de 1993) es un futbolista francés. Juega de delantero y su equipo es el E. S. Troyes A. C. de la Ligue 2 de Francia.

## Trayectoria
Formado en las inferiores del Nîmes Olympique, debutó con el primer equipo del club el 7 de agosto de 2012 contra el A. S. Monaco en la Copa de la Liga. Estuvo en el club hasta 2021, momento en el que puso rumbo al E. S. Troyes A. C. con el que firmó por cuatro temporadas.

## Estadísticas
Actualizado al último partido disputado el 10 de enero de 2025.
| Nîmes Olympique Francia                                                  | 3.ª           | 2011-12       | 16  | 2  | 0  | 0 | 16  | 2  |
| Nîmes Olympique Francia                                                  | 2.ª           | 2012-13       | 8   | 2  | 2  | 0 | 10  | 2  |
| Nîmes Olympique Francia                                                  | 2.ª           | 2013-14       | 10  | 0  | 2  | 0 | 12  | 0  |
| Nîmes Olympique II Francia                                               | 4.ª           | 2012-13       | 19  | 5  | —  | — | 19  | 5  |
| Nîmes Olympique II Francia                                               | 4.ª           | 2013-14       | 19  | 5  | —  | — | 19  | 5  |
| C. A. Bastia Francia                                                     | 3.ª           | 2014-15       | 28  | 4  | 3  | 2 | 31  | 6  |
| C. A. Bastia Francia                                                     | Total club    | Total club    | 28  | 4  | 3  | 2 | 31  | 6  |
| Nîmes Olympique II Francia                                               | 4.ª           | 2015-16       | 4   | 4  | —  | — | 4   | 4  |
| Nîmes Olympique II Francia                                               | Total club    | Total club    | 42  | 14 | 0  | 0 | 42  | 14 |
| Nîmes Olympique Francia                                                  | 2.ª           | 2015-16       | 30  | 8  | 2  | 0 | 32  | 8  |
| Nîmes Olympique Francia                                                  | 2.ª           | 2016-17       | 36  | 8  | 2  | 1 | 38  | 9  |
| Nîmes Olympique Francia                                                  | 2.ª           | 2017-18       | 30  | 5  | 3  | 0 | 33  | 5  |
| Nîmes Olympique Francia                                                  | 1.ª           | 2018-19       | 38  | 8  | 2  | 0 | 40  | 8  |
| Nîmes Olympique Francia                                                  | 1.ª           | 2019-20       | 24  | 4  | 1  | 1 | 25  | 5  |
| Nîmes Olympique Francia                                                  | 1.ª           | 2020-21       | 38  | 11 | 0  | 0 | 38  | 11 |
| Nîmes Olympique Francia                                                  | Total club    | Total club    | 230 | 48 | 14 | 2 | 244 | 50 |
| E. S. Troyes A. C. Francia                                               | 1.ª           | 2021-22       | 28  | 2  | 1  | 1 | 29  | 3  |
| E. S. Troyes A. C. Francia                                               | 1.ª           | 2022-23       | 26  | 4  | 0  | 0 | 26  | 4  |
| E. S. Troyes A. C. Francia                                               | 2.ª           | 2023-24       | 16  | 2  | 0  | 0 | 16  | 2  |
| E. S. Troyes A. C. Francia                                               | 2.ª           | 2024-25       | 16  | 4  | 1  | 2 | 17  | 6  |
| E. S. Troyes A. C. Francia                                               | Total club    | Total club    | 86  | 12 | 2  | 3 | 88  | 15 |
| Total carrera                                                            | Total carrera | Total carrera | 386 | 78 | 19 | 7 | 405 | 85 |
| (1) Incluye datos de la Copa de Francia y la Copa de la Liga de Francia. |               |               |     |    |    |   |     |    |

## Palmarés

### Títulos nacionales
| Título               | Club            | País    | Año     |
| -------------------- | --------------- | ------- | ------- |
| Championnat National | Nîmes Olympique | Francia | 2011-12 |